# Flyvestation
Benævnelsen flyvestation blev indført i 1950 for militære flyvepladser og lufthavne. Der findes også flyvestationer uden mulighed for flyvning (eksempelvis raketbatterier), hvilket bunder i et gammelt princip for navngivning indenfor Flyvevåbnet. Andre landes militære lufthavne benævnes typisk 'flybaser'. 

## Operative flyvestationer
- Flyvestation Bornholm
- Flyvestation Karup flyoperativ
- Flyvestation Skalstrup
- Flyvestation Skrydstrup flyoperativ
- Flyvestation Aalborg flyoperativ

## Nedlagte danske flyvestationer

### Flyoperative
- Flyvestation Avnø (nedlagt 28. februar 2001)
- Flyvestation Tirstrup (FSN TIR) (nedlagt pr. 31. maj 1998)
- Flyvestation Vandel (FSN VAN) (nedlagt pr. 1. juli 2003)
- Flyvestation Værløse (FSN VÆR) (nedlagt pr. 1. april 2004)

### Andre
- Flyvestation Kagerup (Multebjerg) – radarstation
- Flyvestation Kongelunden (Amager) - luftforsvarsgruppen
- Flyvestation Sigerslev (Stevns) – missilbatteri
- Flyvestation Skagen – radarstation
- Flyvestation Stensved (Skovhuse) – radarstation
- Flyvestation Tórshavn – radarstation